# Folklorna skupina Kres
Folklorno društvo Kres je bilo ustanovljeno 21. septembra 1975 v Novem mestu in od takrat deluje neprekinjeno. Umetniški vodja društva je že od samega začetka [Branka Moškon]. Člani društva so amaterji, ki jih kljub različni izobrazbi in starosti vežejo dobra volja in ljubezen do ljudskega izročila – folklore.

## Sekcije
Društvo ima več sekcij:
- 2 otroški skupini,
- mladinsko skupino,
- vodilno skupino,
- mlajšo veteransko skupino,
- veteransko skupino,
- godski sestav,
- tamburaško skupino,
- pevsko skupino Li-Lá.

## Program
Program društva obsega pesmi in plese vseh večjih slovenskih pokrajin: pesmi in plesi Dolenjske, Bele Krajine, Poljanske doline (Starega trga ob Kolpi), Štajerske, Prekmurja, Koroške in Posočja. Društvo vsako leto pripravi samostojni nastop, sodeluje pa tudi na mnogih prireditvah v občini in v najrazličnejših krajih Slovenije. Skoraj vsako leto gostujejo v različnih državah. Tako so zaplesali že v Hrvaški, Srbiji, Bosni, Makedoniji, Nemčiji, Češki, Franciji, Italiji, Španiji, Grčiji, Madžarski, Belgiji, Nizozemski in Turčiji. Folklorno društvo Kres je v sodelovanju z drugimi slovenskimi folklornimi skupinami od leta 2005 do 2016 organiziralo mednarodni folklorni festival SloFolk.